# Héctor Bazán
Héctor Rodrigo Bazán Chiesa (Lima, 15 de noviembre de 2001) es un futbolista peruano. Juega como delantero y su equipo actual es la Universidad de San Martín de la Liga 2 del Perú

## Trayectoria

### Universidad San Martín
Tras pasar por el Esther Grande de Bentín y Sport Boys, Bazán se trasladó a la Universidad de San Martín en agosto de 2018, donde arrancó en la filial del club. Bazán fue convocado para su primer partido oficial el 29 de abril de 2019 ante Alianza Lima, donde estuvo en el banquillo todo el partido.
El 23 de junio de 2019, Bazán debutó profesionalmente con la Universidad San Martín en la Copa Bicentenario ante Juan Aurich. Bazán estuvo en banquillo antes de entrar por Jairo Concha en el minuto 50 y marcar un gol 11 minutos después. A fines de 2019, el club confirmó que Bazán había firmado un nuevo contrato para la temporada 2020. Bazán finalizó la temporada 2019 con 157 minutos de tiempo de juego y un gol.

### Zakynthos FC
El 15 de enero de 2022, Bazán se incorporó al club griego Zakynthos FC.

## Estadísticas

### Clubes
Actualizado al último partido disputado el 2 de octubre de 2023.
| Club                             | Div.          | Temporada     | Liga  | Liga  | Copas nacionales | Copas nacionales | Copas internacionales | Copas internacionales | Total | Total |
| Club                             | Div.          | Temporada     | Part. | Goles | Part.            | Goles            | Part.                 | Goles                 | Part. | Goles |
| -------------------------------- | ------------- | ------------- | ----- | ----- | ---------------- | ---------------- | --------------------- | --------------------- | ----- | ----- |
| Universidad de San Martín · Perú | 1.ª           | 2019          | 9     | 0     | ―                | ―                | ―                     | ―                     | 9     | 0     |
| Universidad de San Martín · Perú | 1.ª           | 2020          | 7     | 0     | —                | —                | —                     | —                     | 7     | 0     |
| Universidad de San Martín · Perú | 1.ª           | 2021          | 16    | 0     | —                | —                | —                     | —                     | 16    | 0     |
| Zakynthos F. C. · Grecia         | 2.ª           | 2021-22       | 17    | 3     | —                | —                | ―                     | ―                     | 17    | 3     |
| Zakynthos F. C. · Grecia         | Total club    | Total club    | 17    | 3     | 0                | 0                | 0                     | 0                     | 17    | 3     |
| Universidad de San Martín · Perú | 2.ª           | 2023          | 25    | 9     | ―                | ―                | ―                     | ―                     | 25    | 9     |
| Universidad de San Martín · Perú | Total club    | Total club    | 57    | 9     | 0                | 0                | 0                     | 0                     | 57    | 9     |
| Total carrera                    | Total carrera | Total carrera | 74    | 12    | 0                | 0                | 0                     | 0                     | 74    | 12    |